# Барвінський Ярослав Осипович
Барві́нський Яросла́в О́сипович (15 жовтня 1926, с. Тустоголови, нині Зборівського району — 28 серпня 2016, Вінніпег, Канада) — український вчений-кардіолог, хірург, доктор медицини (1955). Дійсний член ВУАН та НТШ. Діяч УЛТ Північної Америки (УЛТПА), член Королівського медичного товариства (Велика Британія) та інших медичних товариств й асоціацій. Нагороджений почесною грамотою УЛТПА в Чикаго (1991), Шевченківською медаллю XIII Конґресу Українців Канади.

## Життєпис
Народився 15 жовтня 1926 року в с. Тустоголови, нині Зборівського району Тернопільської області, Україна (тоді Золочівський повіт).
Закінчив українську гімназію у м. Тернопіль (1944). Навчався один семестр у Львівському медичному інституті, в 1946—1948 роках — в Мюнхенському університеті.
1948 року разом з сім'єю емігрував до Канади. Навчався у Манітобському університеті. Працював у лікарнях Канади та США.
Від 1961 — в Манітобському університеті: інструктор-демонстратор, асистент-професор хірургії, від 1974 — професор медичного факультету. Водночас від 1974 — хірург Вінніпезької генеральної та дитячої лікарень.
Від 1983 — директор єдиної у Канаді провінційної (Манітоба) програми серцевої хірургії.
Член дирекції Шевченківської фундації ЛВУ, фундації «Свята Софія» та інших українських організацій. Жертводавець на громадські, церковні, культурні та медичні потреби в Україні. Зокрема, дав кошти на добудову церкви в с. Тустоголови і подарував їй релігійну статую.
Не раз бував в Україні, у 1992—1994 роках читав лекції у вищих навчальних закладах Львова, Тернополя, Києва.

## Праці
Автор книг із проблем кардіоторакальної хірургії, більше 100 наукових праць.